# Afrojack
Nick Leonardus van de Wall, mais conhecido como Afrojack (Spijkenisse, 9 de setembro de 1987), é um DJ, remixer e produtor musical neerlandês. Ele é mais conhecido pelos seus hits “rock the house”, “take over control”, “turn up The speakers”, “hey mama”, “no beef” e “ten feet tall”.

## Início da vida
Ele nasceu e cresceu em Spijkenisse, Países Baixos,[carece de fontes?] e desenvolveu um interesse pela música quando aprendeu a tocar piano, aos 5 anos de idade. De pais separados, sua mãe, Debbie, era proprietária de um ginásio. Após deixar a escola, Van de Wall estudou design gráfico por um ano antes de embarcar pela carreira de DJ/produtor.

## Discografia

### Álbuns de estúdio
| Título                                                                                        | Detalhe do álbum                                                                                               | Posições em paradas músicais | Posições em paradas músicais | Posições em paradas músicais | Posições em paradas músicais | Posições em paradas músicais | Posições em paradas músicais | Posições em paradas músicais | Posições em paradas músicais | Posições em paradas músicais |
| Título                                                                                        | Detalhe do álbum                                                                                               | HOL                          | AUS                          | AUT                          | BEL                          | FRA                          | ALE                          | SUI                          | UK                           | EUA                          |
| --------------------------------------------------------------------------------------------- | --- | ---------------------------- | ---------------------------- | ---------------------------- | ---------------------------- | ---------------------------- | ---------------------------- | ---------------------------- | ---------------------------- | ---------------------------- |
| Forget the World                                                                              | - Lançamento: 19 de maio de 2014 - Gravadora: Wall, PM:AM, Universal, Def Jam - Formatos: CD, download digital | 4                            | 49                           | 30                           | 34                           | 195                          | 46                           | 21                           | 76                           | 32                           |
| "—" indica que a gravação não foi incluída nas paradas ou não foi distribuída naquela região. | |                              |                              |                              |                              |                              |                              |                              |                              |                              |

## Singles

### Como artista principal
| Título                                                                                        | Ano  | Posições em paradas músicais | Posições em paradas músicais | Posições em paradas músicais | Posições em paradas músicais | Posições em paradas músicais | Posições em paradas músicais | Posições em paradas músicais | Posições em paradas músicais | Posições em paradas músicais | Posições em paradas músicais | Certificações                                          | Álbum             |
| Título                                                                                        | Ano  | HOL                          | AUS                          | AUT                          | BEL                          | FRA                          | ALE                          | SUE                          | SUI                          | UK                           | EUA                          | Certificações                                          | Álbum             |
| --------------------------------------------------------------------------------------------- | ---- | ---------------------------- | ---------------------------- | ---------------------------- | ---------------------------- | ---------------------------- | ---------------------------- | ---------------------------- | ---------------------------- | ---------------------------- | ---------------------------- | ------------------------------------------------------ | ----------------- |
| "Take Over Control" (featuring Eva Simons)                                                    | 2010 | 12                           | 17                           | 46                           | 7                            | —                            | 78                           | —                            | —                            | 24                           | 41                           | - ARIA: platina - RIAA: platina                        | Non-album singles |
| "Selecta" (with Quintino)                                                                     | 2011 | 74                           | —                            | —                            | —                            | —                            | —                            | —                            | —                            | —                            | —                            |                                                        | Non-album singles |
| "The Way We See the World" (with Dimitri Vegas & Like Mike and NERVO)                         | 2011 | —                            | —                            | —                            | 34                           | —                            | —                            | —                            | —                            | —                            | —                            |                                                        | Non-album singles |
| "No Beef" (with Steve Aoki featuring Miss Palmer)                                             | 2011 | 23                           | —                            | —                            | 5                            | 42                           | —                            | —                            | —                            | 25                           | —                            |                                                        | Non-album singles |
| "Can't Stop Me" (with Shermanology)                                                           | 2012 | 8                            | —                            | —                            | 75                           | —                            | —                            | —                            | —                            | —                            | —                            |                                                        | Non-album singles |
| "Rock the House"                                                                              | 2012 | 19                           | —                            | —                            | —                            | —                            | —                            | —                            | —                            | —                            | —                            |                                                        | Non-album singles |
| "As Your Friend" (featuring Chris Brown)                                                      | 2013 | 40                           | —                            | —                            | 5                            | 44                           | 67                           | —                            | —                            | 21                           | 88                           |                                                        | Forget the World  |
| "The Spark" (featuring Spree Wilson)                                                          | 2013 | 19                           | 37                           | 39                           | 5                            | —                            | 36                           | —                            | 73                           | 17                           | —                            | - ARIA: ouro                                           | Forget the World  |
| "Ten Feet Tall" (featuring Wrabel)                                                            | 2014 | 9                            | —                            | —                            | 57                           | 182                          | —                            | —                            | —                            | 20                           | 100                          |                                                        | Forget the World  |
| "Dynamite" (featuring Snoop Dogg)                                                             | 2014 | 76                           | —                            | —                            | 51                           | —                            | —                            | —                            | —                            | —                            | —                            |                                                        | Forget the World  |
| "Turn Up the Speakers" (with Martin Garrix)                                                   | 2014 | 50                           | —                            | 57                           | 44                           | —                            | —                            | —                            | —                            | —                            | —                            |                                                        | Non-album singles |
| "SummerThing!" (featuring Mike Taylor)                                                        | 2015 | 25                           | —                            | 70                           | 17                           | —                            | —                            | 65                           | —                            | —                            | —                            |                                                        | Non-album singles |
| "Used to Have It All" (with Fais)                                                             | 2016 | 55                           | —                            | —                            | —                            | —                            | —                            | —                            | —                            | —                            | —                            |                                                        | Non-album singles |
| "Another Life" (with David Guetta featuring Ester Dean)                                       | 2017 | 64                           | —                            | 73                           | —                            | —                            | —                            | —                            | 65                           | —                            | —                            |                                                        | Non-album singles |
| "Dirty Sexy Money" (with David Guetta featuring Charli XCX and French Montana)                | 2017 | 60                           | 18                           | 46                           | 4                            | 57                           | 46                           | 82                           | 52                           | 35                           | —                            | - ARIA: platina - BPI: prata - RMNZ: ouro - SNEP: ouro | Non-album singles |
| "Hero" (with David Guetta)                                                                    | 2021 | 14                           | —                            | —                            | 15                           | 192                          | —                            | —                            | —                            | —                            | —                            |                                                        | Non-album singles |
| "—" indica que a gravação não foi incluída nas paradas ou não foi distribuída naquela região. |      |                              |                              |                              |                              |                              |                              |                              |                              |                              |                              |                                                        |                   |

### Como artista convidado
| Título                                                                                        | Ano  | Posições em paradas músicais | Posições em paradas músicais | Posições em paradas músicais | Posições em paradas músicais | Posições em paradas músicais | Posições em paradas músicais | Posições em paradas músicais | Posições em paradas músicais | Posições em paradas músicais | Posições em paradas músicais | Certificações                                                                                        | Álbum             |
| Título                                                                                        | Ano  | HOL                          | AUS                          | AUT                          | BEL                          | FRA                          | ALE                          | SUE                          | SUI                          | UK                           | EUA                          | Certificações                                                                                        | Álbum             |
| --------------------------------------------------------------------------------------------- | ---- | ---------------------------- | ---------------------------- | ---------------------------- | ---------------------------- | ---------------------------- | ---------------------------- | ---------------------------- | ---------------------------- | ---------------------------- | ---------------------------- | --- | ----------------- |
| "Give Me Everything" (Pitbull featuring Ne-Yo, Afrojack and Nayer)                            | 2011 | 2                            | 2                            | 2                            | 1                            | 2                            | 2                            | 2                            | 2                            | 1                            | 1                            | - ARIA: 6× platina - BEA: platina - BPI: platina - BVMI: 3× ouro - MC: 4× platina - RMNZ: 2× platina | Planet Pit        |
| "We're All No One" (Nervo featuring Afrojack and Steve Aoki)                                  | 2011 | 89                           | —                            | —                            | 56                           | —                            | —                            | —                            | —                            | —                            | —                            | | Non-album single  |
| "Hey Mama" (David Guetta featuring Nicki Minaj, Bebe Rexha and Afrojack)                      | 2015 | 10                           | 5                            | 5                            | 9                            | 6                            | 9                            | 6                            | 10                           | 9                            | 8                            | - ARIA: platina - BPI: platina - BVMI: ouro - MC: platina - RIAA: 2× platina - RMNZ: ouro            | Listen            |
| "Hey" (Fais featuring Afrojack)                                                               | 2016 | 7                            | —                            | —                            | —                            | —                            | —                            | 12                           | —                            | —                            | —                            | | Non-album singles |
| "We Got That Cool" (Yves V featuring Afrojack and Icona Pop)                                  | 2019 | —                            | —                            | —                            | 12                           | —                            | —                            | —                            | —                            | 68                           | —                            | | Non-album singles |
| "Sad" (Chico Rose featuring Afrojack)                                                         | 2019 | —                            | —                            | —                            | 17                           | 140                          | —                            | —                            | —                            | —                            | —                            | | Non-album singles |
| "—" indica que a gravação não foi incluída nas paradas ou não foi distribuída naquela região. |      |                              |                              |                              |                              |                              |                              |                              |                              |                              |                              | |                   |

## Remixes
2006
- Dirtcaps – Needle Trip (Afrojack Mix)

2007
- Greg Cerrone featuring Claudia Kennaugh – Invicible (Afrojack Dub Mix Radio)
- Quinten De Rozario & Lacroix – Peter's Guns (Afrojack Remix) & (Afrojacks Funk Mix)

2008
- Carlos Silva featuring Nelson Freitas & Q-Plus – Cre Sabe 2008 (Afrojack Remix)
- Daniel Beasley featuring Franky Rizardo – Sensei (Afrojacks Lost Remix)
- Gregor Salto – Bouncing Harbour (Afrojacks Dinosaur Remix) & (Afrojacks Dutchfire Remix)
- Laidback Luke featuring Roman Salzger & Boogshe – Generation Noise (Afrojack Remix)
- Quinten De Rozario featuring Jessie K – Touch Me In the Morning (Afrojack Remix)
- R3hab – Mrkrstft (Afrojack Remix)
- Sassah – Wayolin (Afrojack Remix)
- Steve Angello – Gypsy (Afrojack Remix)
- Tiger Stripes – Survivor (Afrojack Remix)
- Veron – Brasileira (Afrojack Remix)

2009
- David Guetta featuring Akon – Sexy Bitch (Afrojack Remix)
- Dim Chris featuring Angie – Love Can't Get U Wrong (Afrojack Remix)
- FM Audio – Killer (Afrojack Remix)
- Honorebel featuring Pitbull & Jump Smokers – Now You See It (Afrojack Remix)
- Josh the Funky 1 – Rock to the Beat (Afrojack Remix)
- Kid Cudi featuring Kanye West & Common – Make Her Say (Afrojack Remix)
- Larry Tee featuring Roxy Cottontail – Let's Make Nasty (Afrojack Remix)
- Madonna featuring Lil Wayne – Revolver (David Guetta & Afrojack One Love Remix)
- Princess Superstar – Perfect (Afrojack Remix)
- Redroche featuring Laura Kidd – Give U More (Afrojack Mix)
- Roog & Erick E present HouseQuake & Anita Kelsey – Shed My Skin (Afrojack Remix)
- Silvio Ecomo & Chuckie – Moombah (Afrojack Remix)
- Spencer & Hill – Cool (Afrojack Remix)
- Steve Angello & Laidback Luke featuring Robin S. – Show Me Love (Afrojack Short Remix)
- The MD X-Spress – Deep Down (The Underground) (Afrojack Remix)
- Tom Geiss & Eric G featuring Stephen Pickup – Get Up (Afrojack Remix) & (Afrojack Dub Mix)

2010
- Benny Benassi – Satisfaction (Afrojack Remix)
- David Guetta featuring Rihanna – Who's That Chick? (Afrojack Remix) & (Afrojack Dub Remix)
- Duck Sauce – Barbra Streisand (Afrojack Ducky Mix) & (Afrojack Meat Mix)
- Example – Kickstarts (Afrojack Remix)
- i SQUARE – Hey Sexy Lady (Afrojack Remix)
- Hitmeister D – Looking Out for Love (Afrojack Mix)
- Lady Gaga – Alejandro (Afrojack Remix)
- Sidney Samson featuring Wizard Sleeve – Riverside (Afrojack Dutch Remix)
- Tocadisco & Nadia Ali – Better Run (Afrojack Remix)

2011
- David Guetta featuring Nicki Minaj & Flo Rida – Where Them Girls At (Afrojack Remix)
- George F – Wayo (Afrojack Remix)
- Ian Carey featuring Snoop Dogg & Bobby Anthony – Last Night (Afrojack Remix)
- Lady Gaga – Marry the Night (Afrojack Remix)
- Leona Lewis & Avicii – Collide (Afrojack Radio Edit)
- The Black Eyed Peas – The Time (Dirty Bit) (Afrojack Remix)
- Pitbull featuring Ne-Yo, Afrojack & Nayer – Give Me Everything (Afrojack Remix)
- Pitbull featuring T-Pain – Hey Baby (Drop It to the Floor) (AJ Fire Remix)
- Snoop Dogg vs. David Guetta – Sweat (David Guetta & Afrojack Dub Remix)
- Tinie Tempah – Pass Out (Afrojack Remix)
- The Wombats – Techno Fan (Afrojack Remix)
- ZZT – ZZafrika (Afrojack Rework)

2012
- Bruno Mars – It Will Rain (Afrojack & Redux Remix)
- Keane – Sovereign Light Café (Afrojack Remix)
- Kristy – Hands High (Afrojack Radio Edit)
- Michael Jackson – Bad (Afrojack Remix)
- R3hab & Swanky Tunes – Sending My Love (Afrojack Edit)
- Steve Aoki & Angger Dimas featuring Iggy Azalea – Beat Down (Afrojack Remix)
- will.i.am featuring Eva Simons – This Is Love (Afrojack Remix)
- Wonder Girls – The DJ Is Mine (Afrojack Remix)

2013
- PSY – Gangnam Style (Afrojack Remix)
- Nari & Milani – Atom (Afrojack Edit)
- Donna Summer – I Feel Love (Afrojack Remix)
- Avicii – Wake Me Up (Afrojack Remix)
- Miley Cyrus – Wrecking Ball (Afrojack Remix)
- Lana Del Rey – Young & Beautiful (Afrojack Remix)
- Redfoo – Let's Get Ridiculous (Afrojack Remix)
- Tiësto – Red Lights (Afrojack Remix)

2014
- Robin Thicke - "Forever Love" (Afrojack Remix)

2015
- Karim Mika & Daniel Forster - Crunk (Afrojack Edit)

2016
- D.O.D - Taking You Back (Afrojack Edit)
- Major Lazer featuring Justin Bieber & MØ - Cold Water (Afrojack Remix)

2017
- David Guetta featuring Justin Bieber - 2U (Afrojack Remix)
- Ananya Birla - Livin’ The Life (Afrojack Remix)

2018
- U2 – "Get Out of Your Own Way" (Afrojack Remix)
- Jewelz & Sparks featuring Pearl Andersson - "All I See Is You" (DJ Afrojack Edit)